# Kutoanyar (Kedu)
Kutoanyar is een bestuurslaag in het regentschap Temanggung van de provincie Midden-Java, Indonesië. Kutoanyar telt 3105 inwoners (volkstelling 2010).